# Diecéze Afogados da Ingazeira
Diecéze Afogados da Ingazeira je diecéze římskokatolické církve, nacházející se v Brazílii.

## Území
Diecéze zahrnuje 19 měst státu Pernambuco; Afogados da Ingazeira, Brejinho, Calumbi, Carnaíba, Flores, Iguaracy, Ingazeira, Itapetim, Mirandiba, Quixaba, Santa Cruz da Baixa Verde, Santa Terezinha, São José do Belmonte, São José do Egito, Serra Talhada, Solidão, Tabira, Triunfo a Tuparetama.
Biskupským sídlem je město Afogados da Ingazeira, kde se také nachází hlavní chrám - Katedrála Senhor Bom Jesus dos Remédios.
Rozděluje se do 24 farností, a to na 10 955 km². K roku 2015 měla 358 000 věřících, 36 diecézních kněží, 2 řeholní kněze, 6 trvalých jáhnů, 3 řeholníky a 23 řeholnic.

## Historie
Diecéze byla zřízena 2. července 1956 bulou Qui volente Deo papeže Pia XII., a to z části území diecéze Pesqueira.
Dne 9. srpna 1957 byla apoštolským listem Quae Apostolicae papeže Pia XII. prohlášena patronkou diecéze svatá Marie Magdalena.

## Seznam biskupů
- João José da Mota e Albuquerque (1957-1961)
- Francisco Austregésilo de Mesquita Filho (1961-2001)
- Luis Gonzaga Silva Pepeu, O.F.M.Cap. (2001-2008)
- Egidio Bisol (od 2009)